# Phialoba
Phialoba is een geslacht van zeeanemonen uit de familie van de Actiniidae.

## Soort
- Phialoba steinbecki Carlgren, 1951